# Seeschwalben
Die Seeschwalben (Sterninae) bilden eine Unterfamilie innerhalb der Ordnung der Regenpfeiferartigen (Charadriiformes bzw. Wat- und Möwenvögel). Im Vergleich zu den nah verwandten Möwen sind die Seeschwalben im Allgemeinen kleiner, schmaler und wirken gedrungener. Außerdem sind die Seeschwalben ausgesprochene Zugvögel, die in den Tropen oder sogar wie die Küstenseeschwalbe in der Antarktis überwintern.

## Aussehen
Die Größe von Seeschwalben variiert von 21 bis 55 Zentimeter Länge und 41 bis 111 Zentimeter Spannweite. Sie sind schlanker als Möwen und haben im Unterschied zu diesen schmale Flügel, einen deutlich gegabelten Schwanz (daher der Name „Schwalben“) und einen spitzen, im Flug oft abwärts gerichteten Schnabel. Ihr Gefieder ist häufig weiß bis grau. Viele Arten haben eine schwarze Haube.

## Lebensraum
Die meisten Seeschwalbenarten leben an Meeresküsten, einige Arten auch an Gewässern im Binnenland. Sie legen sehr große Entfernungen zu ihren Überwinterungsplätzen zurück.

## Lebensweise
Seeschwalben nisten am Erdboden oder auf Felsen, häufig in Kolonien. Die Nester liegen meist sehr dicht beieinander und können einfache nackte Mulden sein. Binnenseeschwalben bauen flache Nester auch auf schwimmender Sumpfvegetation.
Seeschwalben schwimmen relativ selten. Zur Nahrungssuche rütteln sie und tauchen aus der Luft nach Fischen.
Einige Seeschwalbenarten zeigen beachtliche Flugleistungen. So wandert die in Mitteleuropa einheimische Küstenseeschwalbe nach der Brutperiode in die Antarktis, um nach dem dortigen Sommer in den Norden zurückzukehren. Dabei legen einige Individuen mehr als 40.000 km im Jahr zurück.

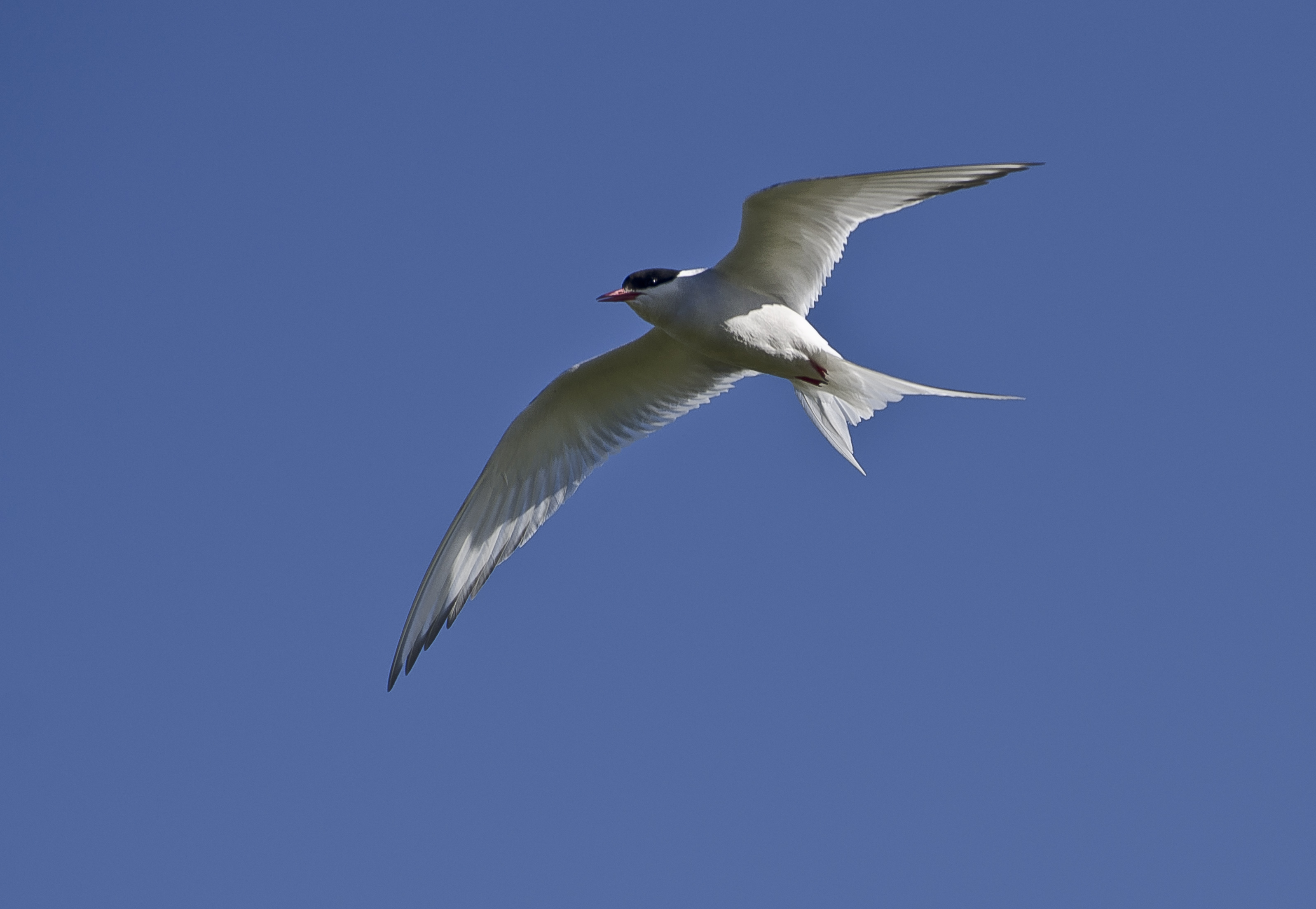
Küstenseeschwalbe (Sterna paradisaea) im Flug

## Gattungen und Arten

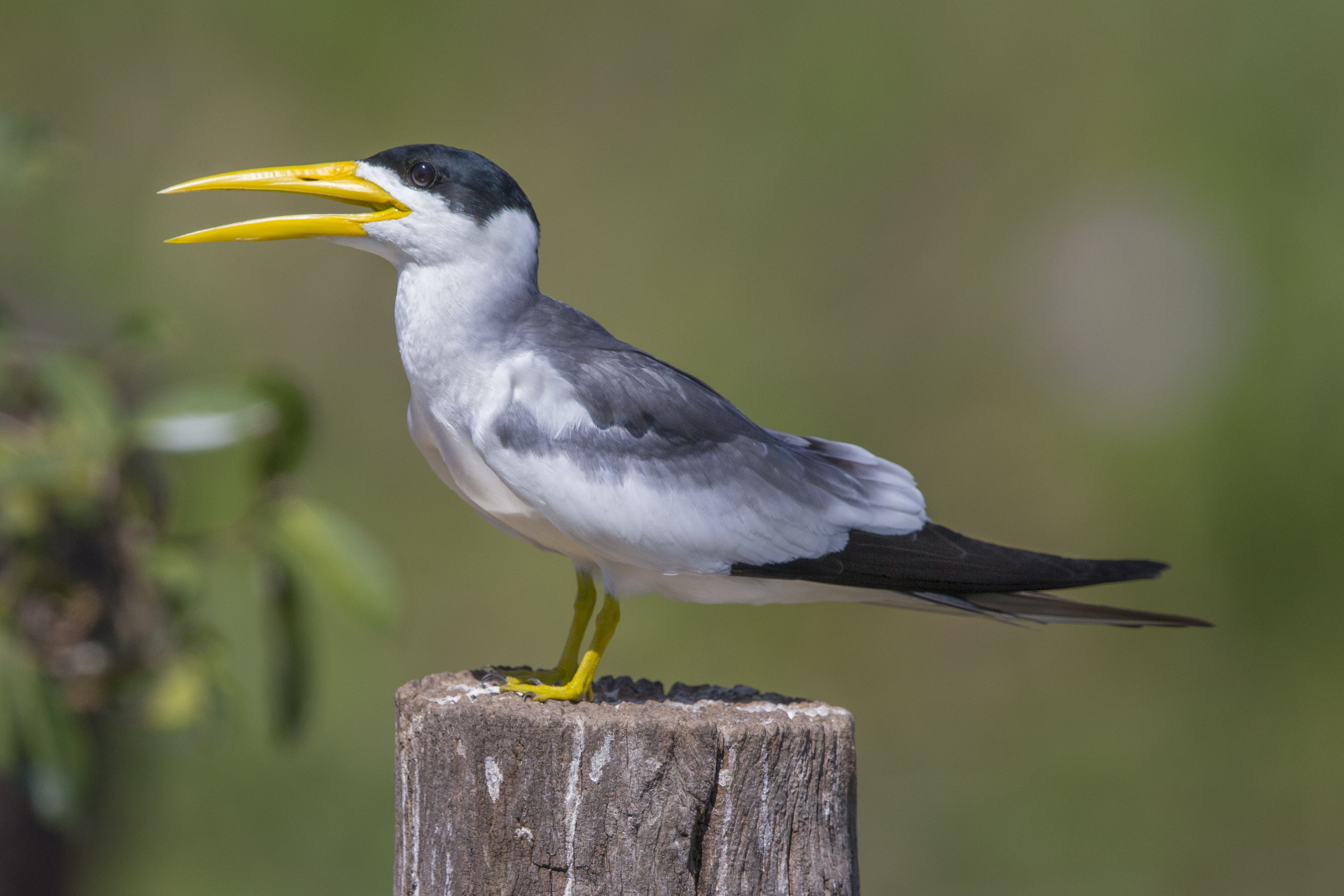
Großschnabel-Seeschwalbe

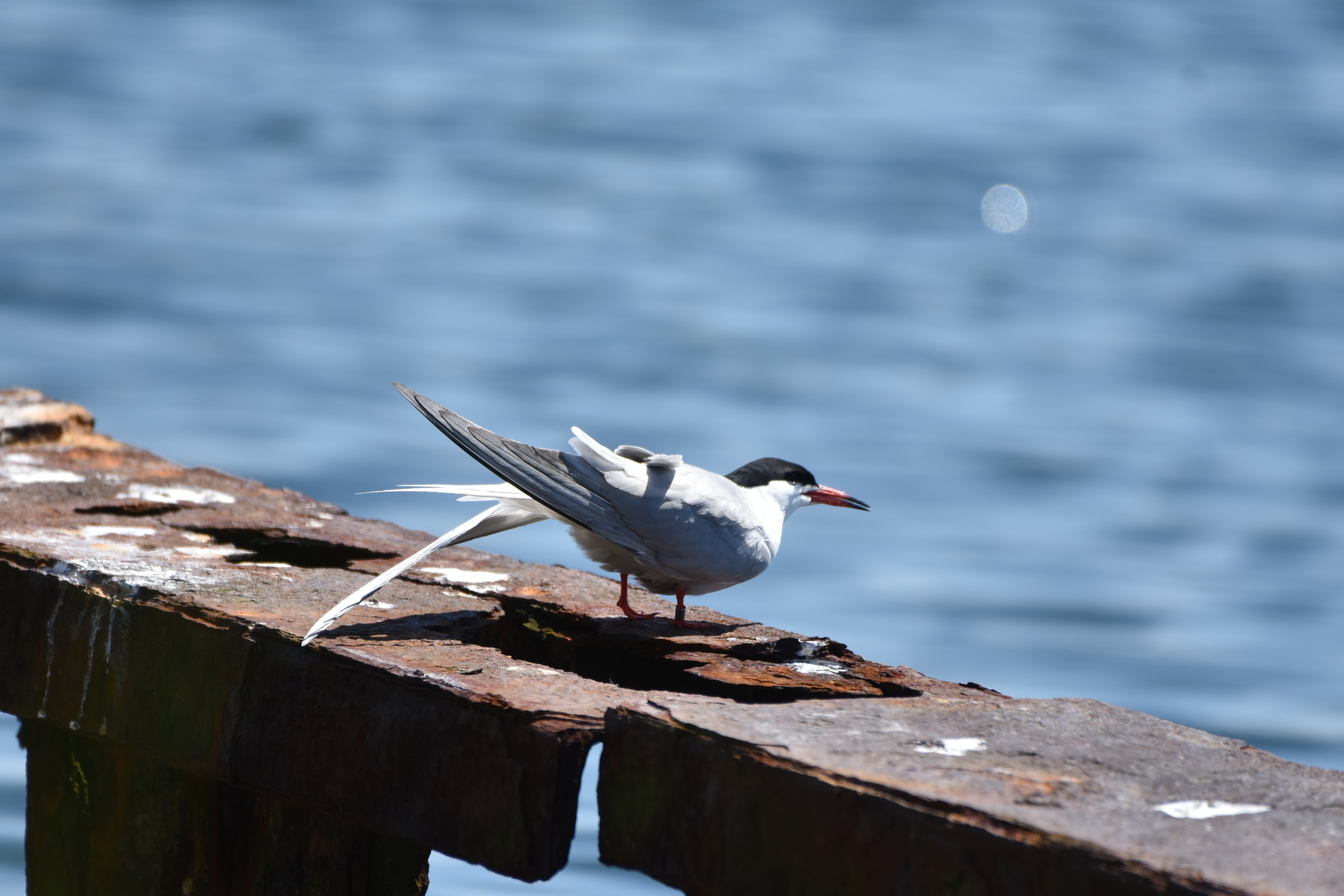
Flussseeschwalbe (unterscheidet sich durch die schwarz gefärbte Schnabelspitze von der Küstenseeschwalbe) bei der Flussseeschwalbenkolonie Banter See in Wilhelmshaven

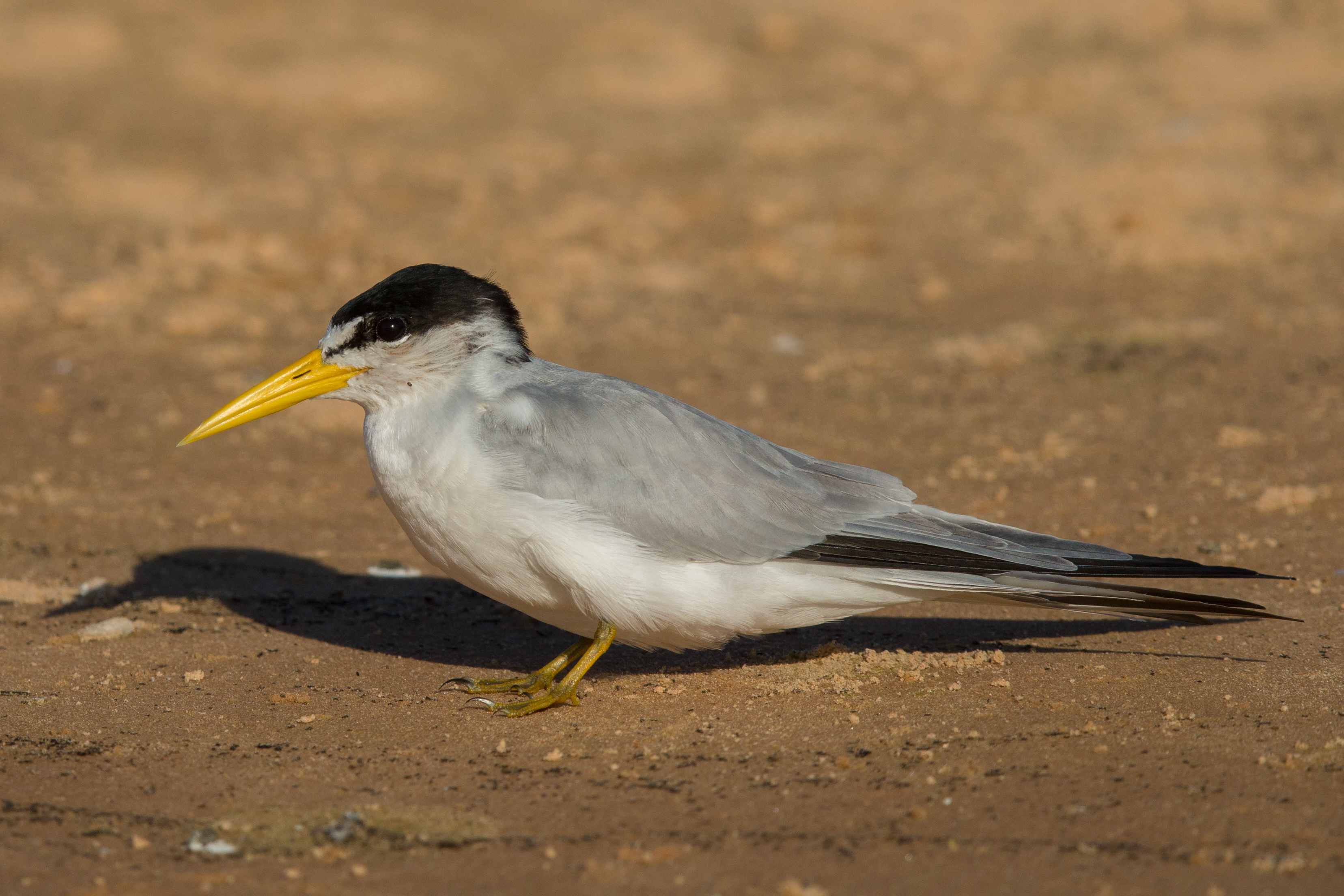
Amazonasseeschwalbe

Die Unterfamilie umfasst neun Gattungen und 41 Arten:
- Gelochelidon
  - Lachseeschwalbe (Gelochelidon nilotica)
  - Australische Lachseeschwalbe (Gelochelidon macrotarsa)
- Hydroprogne
  - Raubseeschwalbe (Hydroprogne caspia)
- Thalasseus
  - Königsseeschwalbe (Thalasseus maximus)
  - Eilseeschwalbe (Thalasseus bergii)
  - Rüppellseeschwalbe (Thalasseus bengalensis)
  - Guineaseeschwalbe (Thalasseus albididorsalis)
  - Bernsteinseeschwalbe (Thalasseus bernsteini)
  - Brandseeschwalbe (Thalasseus sandvicensis)
  - Amerikanische Brandseeschwalbe (Thalasseus acuflavidus)
  - Schmuckseeschwalbe (Thalasseus elegans)
- Sternula
  - Zwergseeschwalbe (Sternula albifrons)
  - Orientseeschwalbe (Sternula saundersi)
  - Antillenseeschwalbe (Sternula antillarum)
  - Amazonasseeschwalbe (Sternula superciliaris)
  - Peruseeschwalbe (Sternula lorata)
  - Australseeschwalbe (Sternula nereis)
  - Damaraseeschwalbe (Sternula balaenarum)
- Onychoprion
  - Aleutenseeschwalbe (Onychoprion aleuticus)
  - Brillenseeschwalbe (Onychoprion lunatus)
  - Zügelseeschwalbe (Onychoprion anaethetus)
  - Rußseeschwalbe (Onychoprion fuscatus)
- Sterna
  - Goldschnabel-Seeschwalbe (Sterna aurantia)
  - Rosenseeschwalbe (Sterna dougallii)
  - Taraseeschwalbe (Sterna striata)
  - Schwarznacken-Seeschwalbe (Sterna sumatrana)
  - Falklandseeschwalbe (Sterna hirundinacea)
  - Fluss-Seeschwalbe (Sterna hirundo)
  - Weißwangen-Seeschwalbe (Sterna repressa)
  - Küstenseeschwalbe (Sterna paradisaea)
  - Antipodenseeschwalbe (Sterna vittata)
  - Kerguelenseeschwalbe (Sterna virgata)
  - Forsterseeschwalbe (Sterna forsteri)
  - Weißscheitel-Seeschwalbe (Sterna trudeaui)
  - Schwarzbauch-Seeschwalbe (Sterna acuticauda)
- Sumpfseeschwalben (Chlidonias)
  - Graubauch-Seeschwalbe (Chlidonias albostriatus)
  - Weißbart-Seeschwalbe (Chlidonias hybrida)
  - Weißflügel-Seeschwalbe (Chlidonias leucopterus)
  - Trauerseeschwalbe (Chlidonias niger)
- Phaetusa
  - Großschnabel-Seeschwalbe (Phaetusa simplex)
- Larosterna
  - Inkaseeschwalbe (Larosterna inca)

## Systematik
Ursprünglich hatten die Seeschwalben den Rang einer eigenständigen Familie (Sternidae) innerhalb der Ordnung der Regenpfeiferartigen (Charadriiformes). Heute werden sie dagegen als Unterfamilie in eine gemeinsame Familie Laridae mit den Möwen und Scherenschnäbeln gestellt, da sie nach neueren phylogenetischen Analysen und molekulargenetischen Daten sehr nah miteinander verwandt sind. Ebenfalls selbständige Unterfamilien sind die Noddiseeschwalben (Anoinae) und die Feenseeschwalben (Gyginae).

## Belege
1. ↑  Lars Svensson (Text, Karten), Killian Mullarney, Dan Zetterström (Illustrationen und Bildlegenden): Der Kosmos Vogelführer: alle Arten Europas, Nordafrikas und Vorderasiens. 2. Auflage. Kosmos, Stuttgart 2011, ISBN 978-3-440-12384-3, S. 198 ff. (schwedisch: Fågelguiden. Übersetzt von Peter H. Barthel).
2. ↑  Was fliegt denn da? In: Kosmos. Franckh-Kosmos Verlags-GmbH & Co. KG, ISBN 978-3-440-16408-2.
3. ↑  Noddies, skimmers, gulls, terns, skuas, auks. In: IOC World Bird List, abgerufen von https://www.worldbirdnames.org am 7. Juli 2023.
4. ↑  
David Černý, Rossy Natale: Comprehensive taxon sampling and vetted fossils help clarify the time tree of shorebirds (Aves, Charadriiformes). In: Molecular Phylogenetics and Evolution. Band 177, Dezember 2022, doi:10.1016/j.ympev.2022.107620.
5. ↑  
David W. Winkler, Shawn M. Billerman, Irby J. Lovette: Bird Families of the World: A Guide to the Spectacular Diversity of Birds. Lynx Edicions, Barcelona 2015, ISBN 978-84-941892-0-3, S. 149–151.
6. ↑  IOC World Bird List: Noddies, gulls, terns, auks